# McKenzie megye
McKenzie megye az Amerikai Egyesült Államokban, azon belül pedig Észak-Dakota államban található. Megyeszékhelye és legnagyobb városa Watford City. Lakosainak száma 14 704 fő (2020. április 1.). Williams, Billings, Mountrail, Dunn,  Golden Valley, valamint a Montana állambeli, Wibaux és Richland megyékkel határos.

## Népesség
A megye népességének változása:
| Lakosok száma | 6397 | 7020 | 7994 | 9314 | 12 826 | 14 704 |
|               | 2010 | 2011 | 2012 | 2013 | 2015   | 2020   |